# Lista de membros da Royal Society eleitos em 1935
Esta é uma lista de Membros da Royal Society eleitos em 1935.

## Fellows
- Neil Kensington Adam
- Edward Andrade
- Sir Frederick Banting
- Sir Samuel Phillips Bedson
- Edmund John Bowen
- George Edward Briggs
- Herbert Graham Cannon
- John Stuart Foster
- James de Graaff-Hunter
- Sir Wilfrid Le Gros Clark
- Arthur Lewis Hall
- William Herbert Hatfield
- Sir Bernard Keen
- Sir Rudolph Peters
- John Read
- Redcliffe Nathan Salaman
- Robert Stoneley

## Foreign Members
- Irving Langmuir
- Max Carl Wilhelm Weber

## Estatuto 12
- Walter Elliot Elliot